# Секст Вестилий
Секст Вести́лий (лат. Sextus Vistilius/Vestilius; умер в 32 году, Рим, Римская империя) — древнеримский государственный деятель эпохи ранней Римской империи, близкий друг младшего брата императора Тиберия Децима Клавдия Друза.

## Биография
Секст Вестилий (или же Вистилий), по одной из версий, происходил из Игувия и принадлежал к неименитому плебейскому роду Вестилиев, представители которого никогда не поднимались в своей гражданско-политической карьере выше претуры. Сестрой Вестилия, предположительно, могла быть некая Вистилия, римлянка, прославившаяся среди своих современников тем, что имела семерых детей от шести разных мужей. При этом Плиний Старший дополнительно отмечал, что большинство её беременностей «были удивительно короткими».
Благодаря беглому сообщению Корнелия Тацита известно, что к 32 году Секст, являясь близким другом Друза Старшего, младшего брата императора Тиберия, уже успел побывать в должности претора. В 9 году до н. э. Децим Клавдий Друз умер в результате несчастного случая (падения с лошади), и Вестилий был принят в так называемую «когорту друзей принцепса» (cohors amicorum). Однако, когда Тиберий разгневался на Секста из-за критики им нравов своего внучатого племянника, он удалил Вестилия из собственного окружения. К тому времени, когда Секст в старческом возрасте покончил с собой (32 год), по словам бельгийского учёного Ф. Вервата, он «уже давно пережил период своей полезности для власти».